# Malomîhailivka, Krînîcikî
Malomîhailivka (în ucraineană Маломихайлівка) este localitatea de reședință a comunei Malomîhailivka din raionul Krînîcikî, regiunea Dnipropetrovsk, Ucraina.

## Demografie
Componența lingvistică a localității Malomîhailivka
     Ucraineană (97,08%)
     Rusă (2,65%)
     Alte limbi (0,13%)
Conform recensământului din 2001, majoritatea populației localității Malomîhailivka era vorbitoare de ucraineană (97,08%), existând în minoritate și vorbitori de rusă (2,65%).